# Masacre en Minatitlán
La masacre en Minatitlán ocurrió la noche del 19 de abril de 2019 en Minatitlán, Veracruz, México, en donde fueron asesinadas 14 personas mientras festejaban una fiesta de cumpleaños de una mujer transgénero de 52 años, apodada «La Beky», la cual era administradora de un bar en Minatitlán y comenzaron a disparar.
El secretario de Seguridad Pública estatal, Hugo Gutiérrez, aseguró que se tenían identificados a algunos de los participantes en la agresión, quienes empezaron a ser buscados. Los investigadores creen que el tiroteo fue el resultado de una guerra por territorio entre el Cártel de Jalisco Nueva Generación (CJNG) y Los Zetas, dos de los principales grupos criminales que operan en Veracruz, debido a que «La Becky» estaba pagando protección a Los Zetas.

## Eventos
Un grupo de tres hombres irrumpió en una comida en la palapa «Los Potros», donde se celebraba el 52.º cumpleaños de una señora. Tras preguntar por «La Beky», dueña de un bar en Minatitlán, comenzaron a disparar a los asistentes, entre ellos a un bebé de un año. Los disparos comenzaron a las 21:00 horas, una hora antes de que acabara el festejo. «Era el cumpleaños de mi hermana, cumplía 52, yo venía del baño cuando comenzó la tronadera, no vi cuántos eran porque ya no salí. Perdí a mi hijo, mi único hijo, ya se imaginará el dolor que tengo de ver a mi único hijo muerto. Dios es tan grande que aquí estoy parada, con mi dolor, porque no se puede decir otra cosa, tenía 32 años», fue el testimonio de una mujer que logró salir viva del lugar.
La mayoría de las personas que se encontraban en la fiesta eran mujeres, entre ellas personas de la tercera edad. A las adultas mayores que estaban bailando les apuntaron. «Sí, mataron a varias viejitas. No sé cuántos eran, yo lo que hice fue aventarme debajo de la mesa, a mí me apuntaron, pero me encomendé a Dios y le dije: perdóname Señor y que se haga tu voluntad. Se me hizo eterno, pensé que no iba a terminar. Éramos como 50, éramos puras señoras», indicó una mujer sobreviviente.
Una de las víctimas fue un bebé al que le siguieron disparando cuando se encontraba en el suelo. «Seguía más, yo dije, fue un balazo, pero fue una rociadera porque estaban muertos y ahí mismo le seguían dando. Al bebé le siguieron disparando, le dieron en el corazoncito, cómo no se van a dar cuenta si lo traía la mamá cargando. A la mamá también le dieron. Yo creo que el papá lo quiso cubrir, pero le dieron en la cara», dijo un sobreviviente. La madre del bebé fue hospitalizada. Hasta el momento, es la única integrante de esa familia que sobrevivió del ataque.
Además de que mataron a más de una decena de personas, el grupo armado torturó psicológicamente a quienes sobrevivieron, pues los obligaron a observar cómo los acribillaban. Según un testimonio, «A los que estaban agachados les decían que voltearan a ver a los muertos, les volvían a dar. Que los miraran, volteabas a verlos y te decían voltéate. Creo que buscaban a alguien, te apuntaban a la cabeza o la espalda con armas largas».

## Reacciones
A través de redes sociales, el gobernador del estado de Veracruz, Cuitláhuac García Jiménez, informó que se realizó una reunión de emergencia por este hecho. En el grupo de seguridad se activó un operativo para dar con los responsables y al mismo tiempo aseguró que no habrá impunidad, a pesar de las críticas a las investigaciones de la Fiscalía General del Estado de ser «eternas». Por su parte, la Secretaría de Seguridad Pública y Protección Ciudadana de la Federación señaló que estaban apoyando a las instancias estatales, desplegando un operativo de búsqueda y captura de los responsables.
En redes sociales, ciudadanos criticaron al presidente por no responder de manera puntual por la matanza. A consecuencia de eso, el trending topic "#AMLORENUNCIA" cobro mayor fuerza en la red social Twitter. Luego de que en un tuit criticara a sus opositores, varios ciudadanos empezaron a organizarse para exigir su renuncia.
Los expresidentes mexicanos Vicente Fox y Felipe Calderón criticaron la actitud del presidente López Obrador, con Fox respondiendo al tuit del presidente: «Que vergüenza que hasta las tragedias las uses como trampolín para la agresión. No todo trata de ti AMLO, hablar del pueblo no significa gobernarlo, atenderlo sí. ¡No más violencia! #Minatitlán».

## Consecuencias

### Detenciones
El 3 de mayo de 2019, agentes ministeriales de la Fiscalía General de la República (FGR) detuvieron a Adrián alias "El Pelón" como presunto autor material de la masacre.

### Asesinatos
En la madrugada del 12 de diciembre del mismo año fue identificado Edgar Adrián Morales Azamar, quien fuera colgado en el puente de "La Diez" luego de su presunta confesión en el sentido que por 100 mil pesos entregó a su pareja sentimental "La Becky", quien fuera propietaria del bar "La Esquina del Chacal" originándose la matanza de la Obrera con saldo de 13 muertos el día viernes 19 de abril de 2019.
Se sabe que el sujeto y probable delincuente, fue privado de la libertad el miércoles 11 de diciembre, siendo encontrado horas después pendiendo entre la autopista Cosoleacaque-Acayucan y la carretera Transismica, acompañado de un "narco-mensaje".
En un vídeo que circula en redes, Edgar menciona que el asesinato del conocido travesti se originó por la disputa de droga, siendo él que "puso el dedo" para originarse la matanza de la Obrera.

Cabe destacar que Edgar Adrián Morales Azamar alias "el pachon", ya había formado parte de la organización de "los zetas" en el 2011 como "halcon o puntero" teniendo conocimiento de las actividades ilícitas y de quienes eran las personas que ocupaban la plaza en ese entonces, respondiendo al nuevo llamado y asociado con Adan Josue Perry Contreras alias "perry" quien ocupó lugar como sicario y secuestrador del mismo cartel de los z desde matamoros, acayucan, villa hermosa y culminando su fase delictiva el 17 de octubre del 2017 en Minatitlán ver, donde fue asesinado después de haber sido citado en un restaurante conocido.